# Leucanthiza
Leucanthiza is een geslacht van nachtvlinders uit de familie Gracillariidae, de mineermotten.
Het geslacht bestaat uit de volgende soorten:
- Leucanthiza amphicarpeaefoliella Clemens, 1859
- Leucanthiza dircella Braun, 1914
- Leucanthiza forbesi Bourquin, 1962